# راج ساراواک
راج ساراواک (به لاتین: مالزی) یک منطقهٔ مسکونی در جزیره بورنئو است.